# Джелал ад-Дін Масуд Шах
Джелал ад-Дін Масуд Шах (д/н — 1342) — емір Фарсу в 1338—1339, 1339—1340 і 1342 роках.

## Життєпис
Син Махмуд Шаха, інджу Фарсу. 1325 року останнього було призначено наїбом (намісником) Фарсу. Мешкав з батьком в Султаніє. У 1334 році його батько був усунений з посади наїба і замінений монголом Амір Музаффаром Інаком. Масуд Шах разом з батьком брав участь у спробі вбити Музаффара Інака, втім невдало. За це відправлено в ув'язнення до однієї з фортець в Анатолії. 1335 року був звільнений.
1336 року спробував відвоювати Шираз в свого брата Гіяс ад-Діна Кай-Хосрова, але невдало. 1337 року призначається візиром новим ільханом Мухаммед-ханом. Невдовзі знову виступив для захоплення Ширазу. 1338 року здолав Кай-Хосрова, якого запроторив до фортеці Калат-Сафід. Але інший брат — Мухаммед — зміг втекти та опанувати містом Ісфаган.
1339 року стикнувся з Пір-Хусейном, якого фактичний правитель держави Хасан Кучак призначив правителем Фарсу. Масуд Шахзазнав поракзи в битві біля Сарвестану, після чого втік до Лурестану. Але невдовзі повернув собі Фарс, скориставшись повстанням населення проти Пір-Хусейна.
1340 року проти нього вдруге рушив Пір-Хусейн. Неч екаючи битви Масуд Шах втік до Багдаду, де перебував до 1342 року. Уклав союз з Ягі Басті, з яким виступив на Шираз, де отаборився його брат Шейх Абу Ісхак. Останній практично без спротиву відступив до регіону Шабанкара, де нгабув впливу. Невдовзі після відновлення влади Масуд Шаха було вбито за наказом Ягі Басті. Цим скористався Абу-Ісхак для захоплення Фарсу.